# Lacey Hearn
 Lacey Earnest Hearn (ur. 23 marca 1881 w Portland w stanie Indiana, zm. 19 października 1969 w Fort Wayne) – amerykański lekkoatleta, średnio- i długodystansowiec, dwukrotny medalista olimpijski z 1904.
Studiował na Uniwersytecie Purdue, gdzie dał się poznać jako utalentowany biegacz.
Wystąpił w trzech konkurencjach lekkoatletycznych na igrzyskach olimpijskich w 1904 w Saint Louis jako członek Chicago Athletic Association. Zdobył brązowy medal w biegu na 1500 metrów za Jimem Lighbodym i swym kolegą z Purdue Williamem Vernerem, a także srebrny medal w biegu drużynowym na 4 mile, gdzie występował w drużynie mieszanej Chicago Athletic Association (razem z nim biegli Lightbody, Verner, Sidney Hatch i Albert Corey). Startował również w biegu na 800 metrów, ale zajął miejsce poza pierwszą szóstką.
Ukończył studia jako inżynier elektryk w 1905. Później pracował jako pośrednik w obrocie nieruchomościami.